# كينغزفيل
كينغزفيل (بالإنجليزية: Kingsville, Texas)‏ هي مدينة تقع في مقاطعة كليبرغ، تكساس بولاية تكساس في شمال شرق الولايات المتحدة. تأسست عام 1904، تبلغ مساحة هذه المدينة 35.9 (كم²)، وترتفع عن سطح البحر 18 م، بلغ عدد سكانها 26213 نسمة في عام 2010 حسب إحصاء مكتب تعداد الولايات المتحدة .

## التركيبة السكانية
حدّد مكتب تعداد الولايات المتحدة بيانات التركيبة السكانية لكينغزفيل في تعداد الولايات المتحدة. في ما يلي، التركيبة السكانية حسب تعدادي 2000 و2010.

### تعداد عام 2000
بلغ عدد سكان كينغزفيل 25,575 نسمة بحسب تعداد عام 2000، وبلغ عدد الأسر 8,943 أسرة وعدد العائلات 6,136 عائلة مقيمة في المدينة. في حين سجلت الكثافة السكانية 710 نسمة لكل كيلومتر مربع (1,838.9/ميل2). وبلغ عدد الوحدات السكنية 10,427 وحدة بمتوسط كثافة قدره 289.5 لكل كيلومتر مربع (749.8/ميل2).
وتوزع التركيب العرقي للمدينة بنسبة 71.10% من البيض و4.34% من الأمريكيين الأفارقة و0.63% من الأمريكيين الأصليين و1.73% من الأمريكيين ذوي الأصول الآسيوية و0.07% من سكان جزر المحيط الهادئ و18.81% من الأعراق الأخرى و3.32% من عرقين مختلطين أو أكثر و67.06% من الهسبانيون أو اللاتينيون من أي عرق.
بلغ عدد الأسر 8,943 أسرة كانت نسبة 39.1% منها لديها أطفال تحت سن الثامنة عشر تعيش معهم، وبلغت نسبة الأزواج القاطنين مع بعضهم البعض 49.1% من أصل المجموع الكلي للأسر، ونسبة 14.9% من الأسر كان لديها معيلات من الإناث دون وجود شريك،  بينما كانت نسبة 4.6% من الأسر لديها معيلون من الذكور دون وجود شريكة وكانت نسبة 31.4% من غير العائلات. تألفت نسبة 23.5% من أصل جميع الأسر من عدة أفراد يعيشون في نفس المنزل ونسبة 7.7% كانت تتألف من شخص يعيش بمفرده يبلغ من العمر 65 عاماً أو أكثر. وبلغ متوسط حجم الأسرة المعيشية 2.73، أما متوسط حجم العائلات فبلغ 3.28.
بلغ العمر الوسطي للسكان 28.4 عاماً. وكانت نسبة 26.8% من القاطنين تحت سن الثامنة عشر، وكانت نسبة 13.8% بين الثامنة عشر والرابعة والعشرين عاماً، ونسبة 26.6% كانت واقعةً في الفئة العمرية ما بين الخامسة والعشرين والرابعة والأربعين عاماً، ونسبة 18.1% كانت ما بين الخامسة والأربعين والرابعة والستين، ونسبة 10% كانت ضمن فئة الخامسة والستين عاماً فما فوق. يوجد لكل 100 أنثى 98.3 ذكر، ويوجد لكل 100 أنثى في الثامنة عشر من عمرها فما فوق 94.3 ذكر.
بلغ متوسط دخل الأسرة في المدينة 27,624 دولارًا، أما متوسط دخل العائلة فبلغ 31,882 دولارًا. وكان متوسط دخل الذكور 31,308 دولارًا مقابل 19,586 دولارًا للإناث. وسجل دخل الفرد الخاص بالمدينة 13,003 دولارًا. وكانت نسبة 22.6% من العائلات ونسبة 28.3% من السكان تحت خط الفقر، وكان من هؤلاء نسبة 37.4% تحت سن الثامنة عشر ونسبة 15.4% في الخامسة والستين من العمر وما فوق.

### تعداد عام 2010
بلغ عدد سكان كينغزفيل 26,213 نسمة بحسب تعداد عام 2010، وبلغ عدد الأسر 9,095 أسرة وعدد العائلات 5,932 عائلة مقيمة في المدينة. في حين سجلت الكثافة السكانية 727.7 نسمة لكل كيلومتر مربع (1,884.7/ميل2). وبلغ عدد الوحدات السكنية 10,354 وحدة بمتوسط كثافة قدره 287.5 لكل كيلومتر مربع (744.6/ميل2).
وتوزع التركيب العرقي للمدينة بنسبة 78.40% من البيض و4.39% من الأمريكيين الأفارقة و0.67% من الأمريكيين الأصليين و2.67% من الأمريكيين ذوي الأصول الآسيوية و0.13% من سكان جزر المحيط الهادئ و11.23% من الأعراق الأخرى و2.51% من عرقين مختلطين أو أكثر و71.44% من الهسبانيون أو اللاتينيون من أي عرق.
بلغ عدد الأسر 9,095 أسرة كانت نسبة 36.5% منها لديها أطفال تحت سن الثامنة عشر تعيش معهم، وبلغت نسبة الأزواج القاطنين مع بعضهم البعض 40.8% من أصل المجموع الكلي للأسر، ونسبة 17.5% من الأسر كان لديها معيلات من الإناث دون وجود شريك،  بينما كانت نسبة 6.9% من الأسر لديها معيلون من الذكور دون وجود شريكة وكانت نسبة 34.8% من غير العائلات. تألفت نسبة 24.7% من أصل جميع الأسر من عدة أفراد يعيشون في نفس المنزل ونسبة 7.7% كانت تتألف من شخص يعيش بمفرده يبلغ من العمر 65 عاماً أو أكثر. وبلغ متوسط حجم الأسرة المعيشية 2.69، أما متوسط حجم العائلات فبلغ 3.24.
بلغ العمر الوسطي للسكان 27.6 عاماً. وكانت نسبة 24.8% من القاطنين تحت سن الثامنة عشر، وكانت نسبة 20.1% بين الثامنة عشر والرابعة والعشرين عاماً، ونسبة 24.8% كانت واقعةً في الفئة العمرية ما بين الخامسة والعشرين والرابعة والأربعين عاماً، ونسبة 19.3% كانت ما بين الخامسة والأربعين والرابعة والستين، ونسبة 11.1% كانت ضمن فئة الخامسة والستين عاماً فما فوق. وتوزع التركيب الجنسي للسكان بنسبة 50.8% ذكور و49.2% إناث.

## أعلام
- فيلي وود
- بولين مورو أوستين
- ستيف دينتون
- دواين نيكس
- فينس هال

## وصلات خارجية
- CityOfKingsville.com/
- The US50 - Cities and Towns in Texas State